# Grabowe Pole
Grabowe Pole (niem. Grebinerfeld) – nieoficjalny przysiółek wsi Grabiny-Zameczek w Polsce położona w województwie pomorskim, w powiecie gdańskim, w gminie Suchy Dąb.
Przysiółek leży na obszarze Żuław Gdańskich nad Motławą, jest częścią składową sołectwa Grabiny-Zameczek.
W potocznym użyciu wykorzystuje się również nazwę Grabińskie Pole:
W latach 1975–1998 miejscowość administracyjnie należała do województwa gdańskiego.